# Yunchan Lim

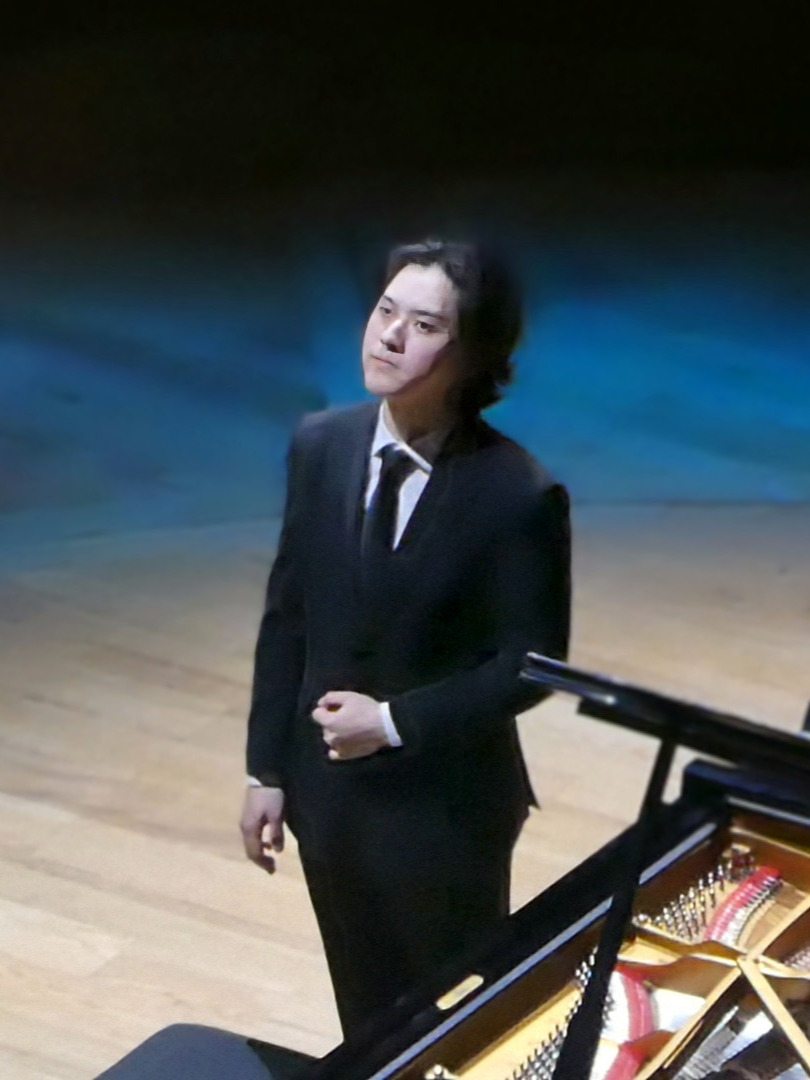
Yunchan Lim à la Philharmonie de Paris 2025.

Yunchan Lim (coréen : 임윤찬) né le 20 mars 2004 à Siheung en Corée du Sud, est un pianiste de musique classique.

## Biographie
Yunchan Lim a commencé les cours de piano à l'âge de 7 ans. Il entre l'année suivante à la Music Academy of the Seoul Arts Center. Il rencontre son professeur Minsoo Sohn à 13 ans alors qu'il est accepté à la Korean National University of Arts.
Il entre sur la scène musicale internationale un an plus tard en 2018, en remportant le deuxième prix et le prix spécial Chopin lors de son tout premier concours, le Concours international de piano de Cleveland catégorie Young Artists. Il participe la même année au concours international Cooper, où il remporte à la fois le troisième prix et le prix du public.
Il a remporté en juin 2022 la médaille d'or de la 16e édition du Concours international de piano Van-Cliburn à seulement 18 ans, faisant de lui le plus jeune lauréat de l'histoire de cette compétition. Il remporte ainsi un montant de 100 000 $ et un suivi de sa carrière pour 3 ans. Lors de ce concours, la membre du jury et chef d'orchestre Marin Alsop a dit de lui : « Yunchan est l’un de ces artistes rares, qui réunit harmonieusement une musicalité profonde et une technique prodigieuse ».
Il se produit en 2023 à la Fondation d'entreprise Louis-Vuitton lors d'une tournée de quatre dates européennes (Londres, Turin, Rome et Paris) avec un récital mêlant des œuvres de John Dowland, Jean-Sébastien Bach, Ludwig van Beethoven et Franz Liszt.
Son premier disque édité par Korean Broadcasting System en 2020 intègre la Sonate no 14 de Ludwig van Beethoven et un extrait des Années de pèlerinage de Franz Liszt.
Lim étudie à la Korean National University of Arts sous la direction de Minsoo Sohn.